# Liam Lynch
Liam Lynch (iriska: Liam Ó Loingsigh), född den 9 november 1893 i Barnagurraha i Limerick, död den 10 april 1923 i Clonmel, var en irländsk militär och officer i Irländska republikanska armén (IRA) under det irländska frihetskriget, samt under det irländska inbördeskriget ledare och stabschef för det kvarvarande IRA som motsatte sig det anglo-irländska avtalet från 1921.

## Biografi
Lynch anslöt sig till Irish Volunteers, en föregångare till IRA, efter påskupproret 1916. Under det irländska frihetskriget deltog han i uppbyggandet av IRA i Cork, och blev befälhavare för organisationens andra Corkbrigad. Han arresterades av Royal Irish Constabulary 1920, men blev snart frisläppt. I april 1921 utnämndes Lynch till befälhavare för IRA:s första södra division, ett uppdrag han hade fram till den vapenvila som slöts i juli samma år.
Lynch motsatte sig fredsavtalet med England 1921, då det innebar att kravet på full självständighet och republikanskt statsskick för hela Irland inte tillfredsställdes, men försökte ändå förhindra en splittring av IRA. Trots detta tog han åter befälet för sin gamla division vid slaget om Dublin mellan den nya Irländska fristatens styrkor och IRA 1922, som markerade inbördeskrigets början.
Efter att IRA besegrats vid slaget om Dublin arresterades Lynch, men blev frisläppt i utbyte mot ett löfte om att republikanerna skulle lägga ner vapnen. Detta skedde emellertid inte, och istället reste Lynch till Limerick där han installerade det nya IRA:s högkvarter. IRA inriktade sig nu främst på en defensiv krigföring. 
I början av 1923 började situationen bli alltmer desperat, och Lynch uppmanades av flera IRA-ledare att börja arbeta för ett vapenstillestånd; han beordrade dock sina trupper att inte sluta strida. Den 10 april 1923 blev Lynch svårt skadad i en konfrontation med regeringsarmén i bergskedjan Knockmealdown, och avled senare samma dag i den närliggande staden Clonmel. Kort efter Lynchs död kapitulerade IRA, vilket markerade slutet på inbördeskriget.